# Energia de Hartree
L'energia de Hartree (simbolitzada Eh) és la unitat d'energia del sistema d'unitats atòmiques, va rebre el seu nom en honor del físic anglès Douglas Hartree.
L'energia de Hartree és igual al valor absolut de l'energia potencial elèctrica del proti en estat fonamental. Això és gairebé dues vegades el valor absolut de l'energia d'enllaç (o de l'energia d'ionització) de l'electró del proti en estat fonamental, |W1| (no és exactament el doble de l'energia d'ionització a causa de la limitada massa del protó (vegeu massa reduïda).
{\displaystyle E_{h}={\hbar ^{2} \over {m_{e}a_{0}^{2}}}=m_{e}c^{2}\alpha ^{2}}
= 4,359 744 17(75)x10−18 J = 27,211 3845(23) eV = 2 Ry = 627,509 391 kcal/mol
on:
{\displaystyle \hbar \ } és la constant de Planck,
{\displaystyle m_{e}\ } és la massa en repòs de l'electró,
{\displaystyle a_{0}\ } és el radi de Bohr,
{\displaystyle c\ } és la velocitat de la llum al buit, i
{\displaystyle \alpha \ } és la constant d'estructura fina.